# Vincent (Motorradmarke)

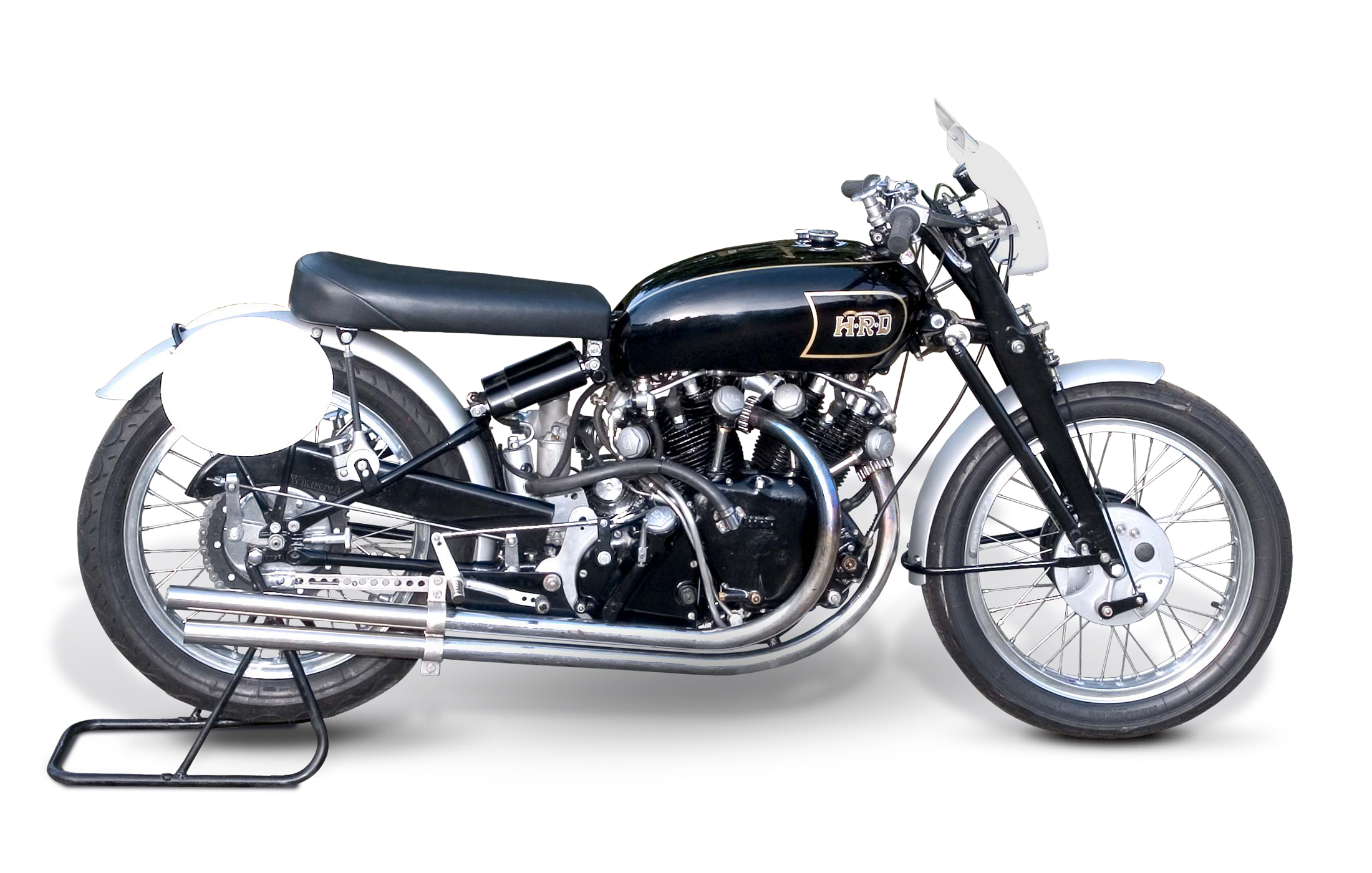
Vincent Black Lightning

Vincent (offizieller Name: The Vincent H. R. D. Company Ltd./Stevenage) war eine britische Motorradmarke, die von 1928 bis 1955 bestand.

## Geschichte

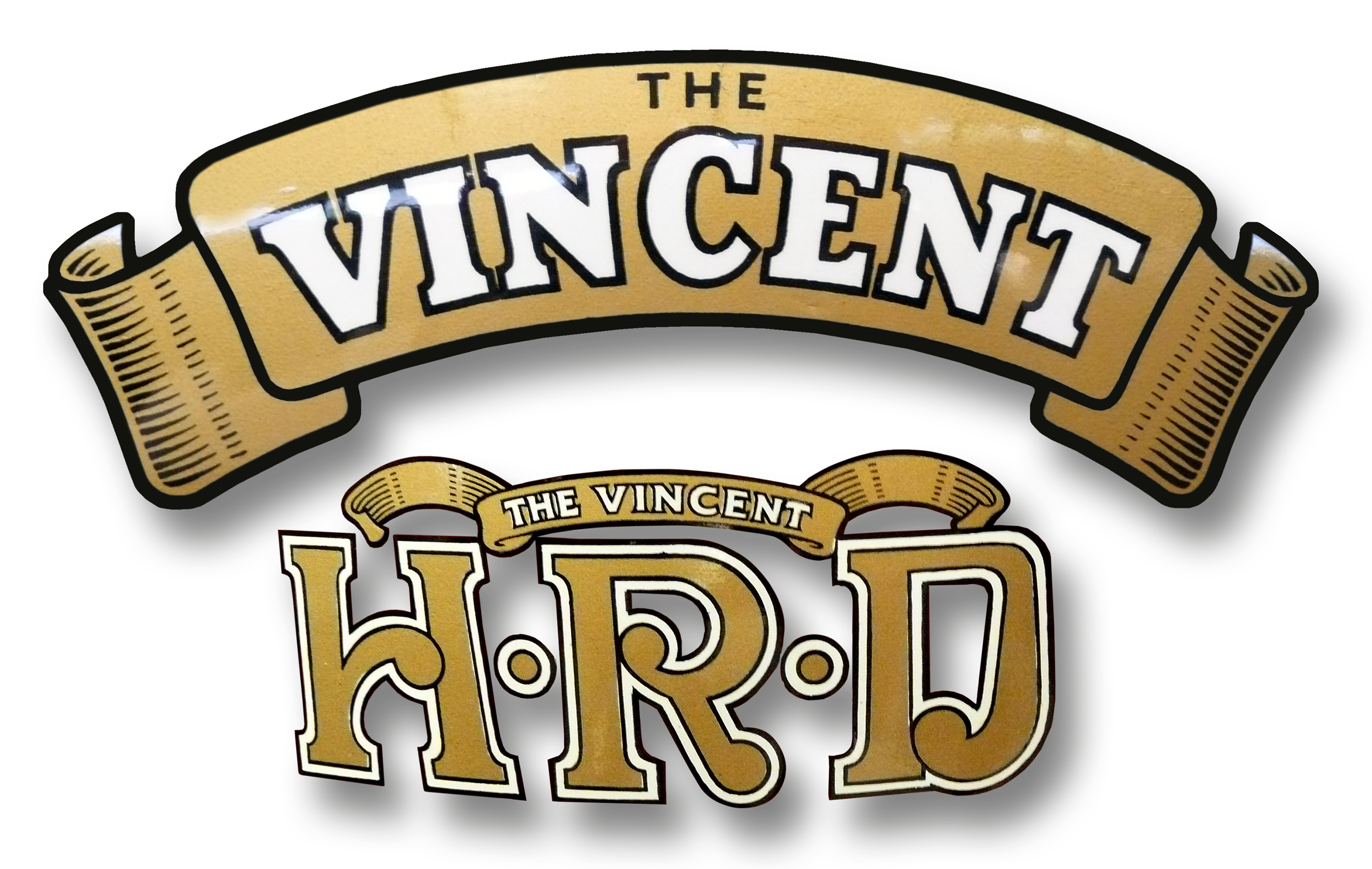
Zusammenstellung der Tank-Embleme (Badges) von Vincent und Vincent/HRD

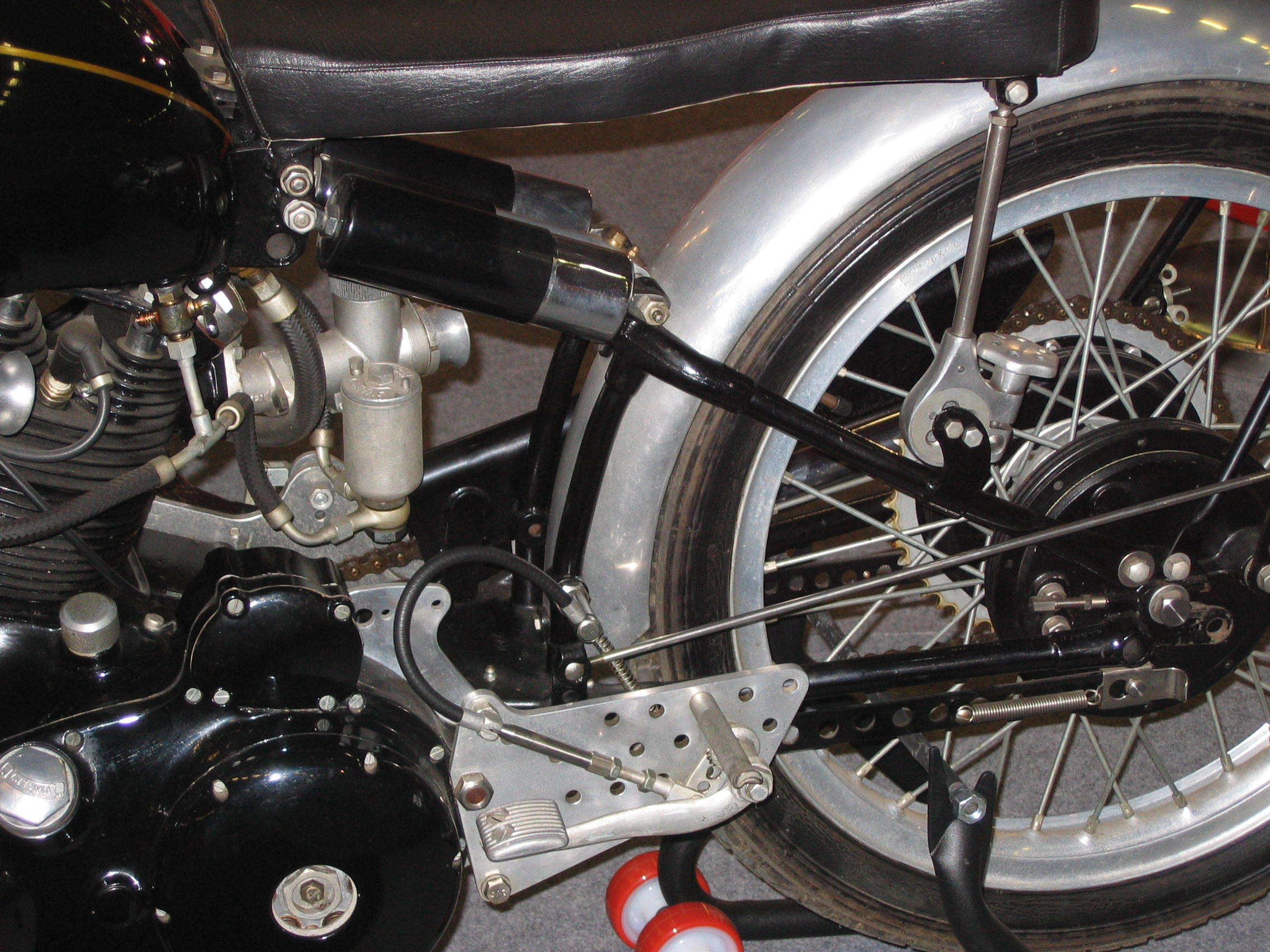
Cantilever-Federung mit Dreiecksstruktur der Hinterradschwinge

Die vollständige Bezeichnung der Marke »The Vincent H. R. D. Company Ltd« besteht aus dem Familiennamen des Firmengründers Philip C. Vincent und den Initialen von Howard Raymond Davies. Dessen Unternehmen HRD Motors stellte nur vier Jahre lang Motorräder her und war für seine leistungsstarken Motorräder bekannt, 1928 geriet Davies aber in finanzielle Probleme und musste an OK-Supreme verkaufen. Diese Firma wiederum verkaufte die Namensrechte weiter an Philip Vincent. Der integrierte dann den Namen mit dem guten Ruf in der Motorradrennszene in sein neues Unternehmen, die ab dann als Vincent-HRD Company Ltd. firmierte.
1931 stellte Vincent-HRD eine neue Hinterradschwinge vor, die als „Dreiecksverband“ konstruiert war, und für die der Begriff „Cantilever-Schwinge“ verwendet wurde. Ähnliche Systeme verwendeten in Deutschland NSU bei der NSU Fox und Riedel bei der Imme R 100 1949, ohne jedoch den Begriff „Cantilever“ zu gebrauchen.
Wie zuvor schon HRD produzierte auch Vincent seine Motorräder mit Motoren, die er als komplette Baugruppen von anderen Unternehmen ankaufte. Ab 1934 wurden zwei eigene Motoren entwickelt: Ein Einzylinder mit 500 cm³ und ein V-Zweizylindermotor mit 1000 cm³ Hubraum. Dadurch konnte die Produktion ab 1936 gesteigert werden, wobei die berühmtesten Modelle nach dem Krieg in den späten 1940er Jahren aus den ursprünglichen Entwürfen entwickelt wurden.
Zu ihrer Zeit hatten die Vincent-Maschinen den Ruf, die schnellsten, teuersten und exklusivsten Motorräder zu sein, die es zu kaufen gab. Die 1000er Black Shadow (55 PS) und Black Lightning (72 PS) galten noch bis in die späten 1960er Jahre als die schnellsten Serienmotorräder.
Mit einer Vincent wurde 1948 von Rollie Free der US-amerikanische Motorrad-Geschwindigkeitsrekord von 242 km/h aufgestellt. Eine von Russel Wright gefahrene, mit einer Stromlinienverkleidung versehene Black Lightning hielt von 1955 bis 1956 den absoluten Motorrad-Geschwindigkeitsrekord mit 298 km/h.
1952 wurde der Name in Vincent Engineers (Stevenage) Ltd. geändert, nachdem bei der Freigabe von Kapital zur Herstellung eines mit Vincent-Motoren ausgestatteten Indian-Prototyps („Vindian“) für den US-Markt im Jahr 1949 finanzielle Verluste entstanden waren.
Um dem Einbruch der Verkaufszahlen 1954 entgegenzuwirken, nahm Vincent unter Lizenz von NSU auch Zweitaktmotorräder in sein Programm auf. Von der NSU-Vincent 123cc (NSU Fox) wurden 1955 aber nur etwa 40 Stück gebaut.
Die NSU-Vincent-50cc (NSU-Quickly) kam zwar auf 20.000 verkaufte Einheiten in einem Jahr, wurde aber eingestellt, weil NSU selbst die Herstellung und den Vertrieb für Großbritannien übernahm.
Im Jahr 1955 stellte das Unternehmen die Motorradproduktion ein, nachdem es weitere schwere finanzielle Verluste erlitten hatte.

## Produzierte Modelle
- 1932 250 cm³ Bantam
- 1934 500 cm³ Meteor
- 1934 500 cm³ Comet
- 1934 500 cm³ Comet Special (TT Replica)
- 1936 1.000 cm³ Series-A Rapide
- 1946 1.000 cm³ Series-B Rapide
- 1948 500 cm³ Series-C Meteor
- 1948 500 cm³ Series-C Comet
- 1948 500 cm³ Series-C Grey Flash
- 1948 1.000 cm³ Series-C Rapide
- 1948 1.000 cm³ Series-C Black Shadow
- 1948 1.000 cm³ Series-C Black Lightning
- 1949 1.000 cm³ Series-C White Shadow
- 1950 500 cm³ Series-C Red Comet
- 1953 45 cm³ Firefly (or Power Cycle)
- 1954 1.000 cm³ „Series-D“ Black Knight
- 1954 1.000 cm³ „Series-D“ Black Prince
- 1955 1.000 cm³ Three Wheeler

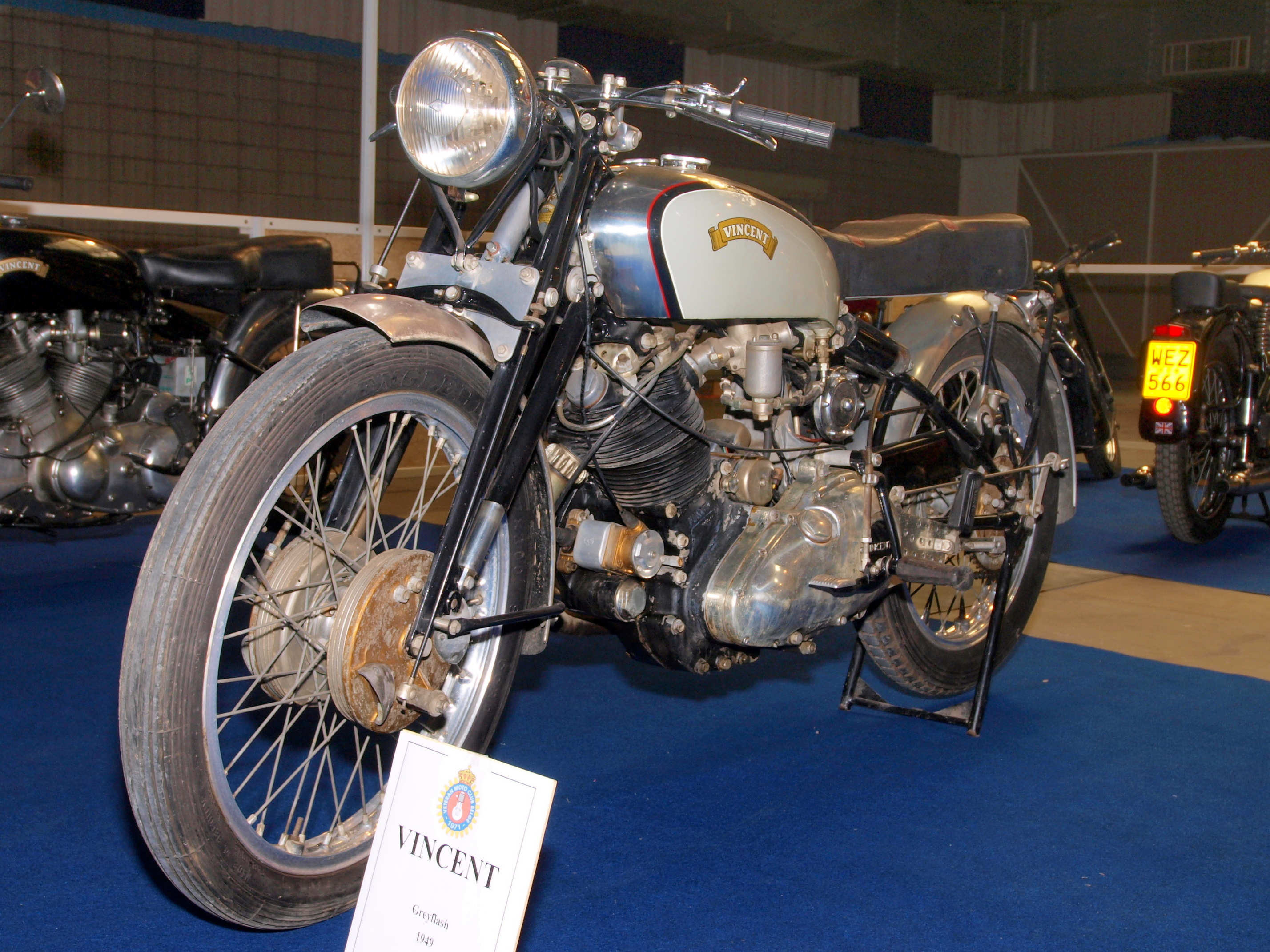
Eine Vincent Greyflash 500cc von 1949
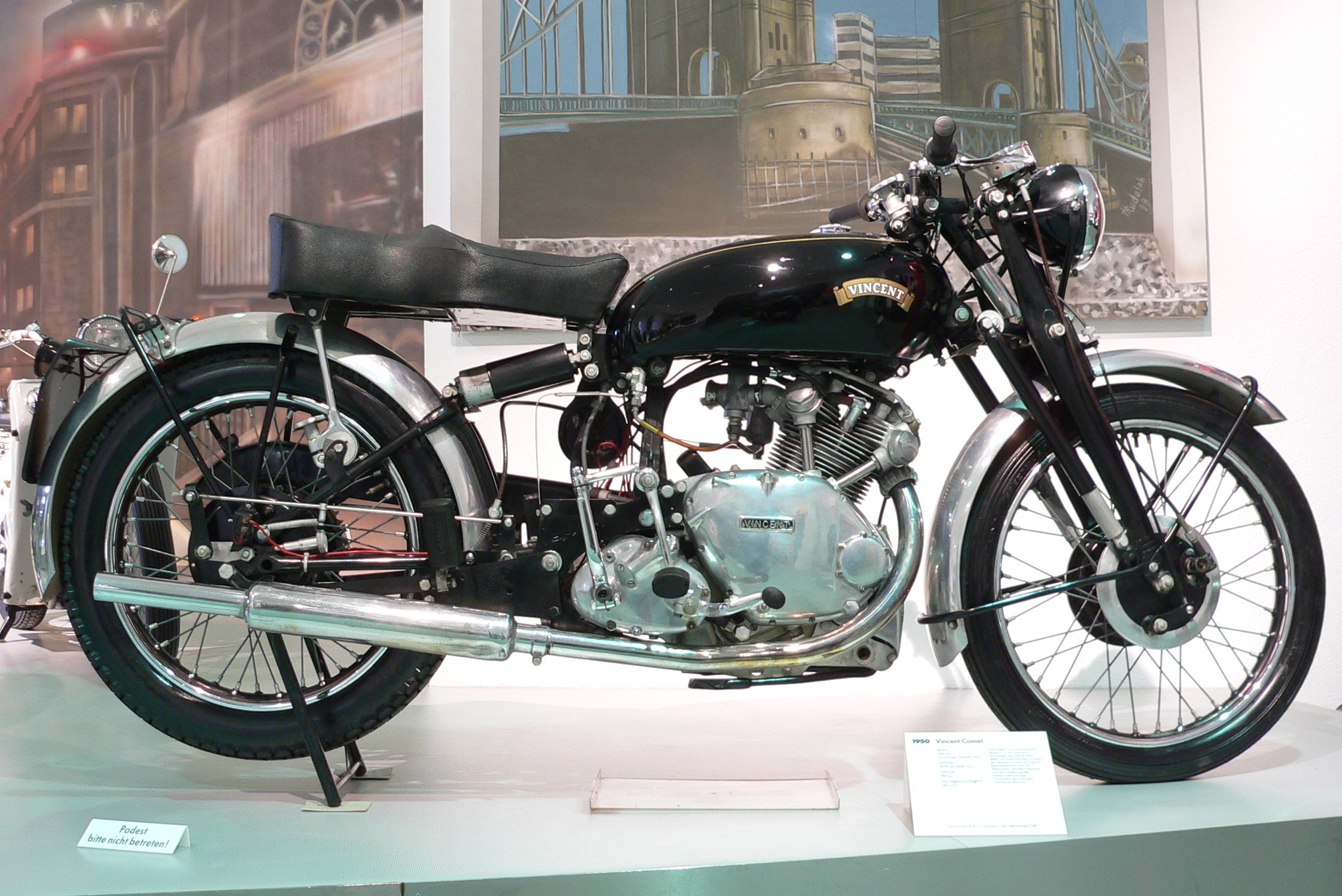
Eine Vincent Comet von 1950
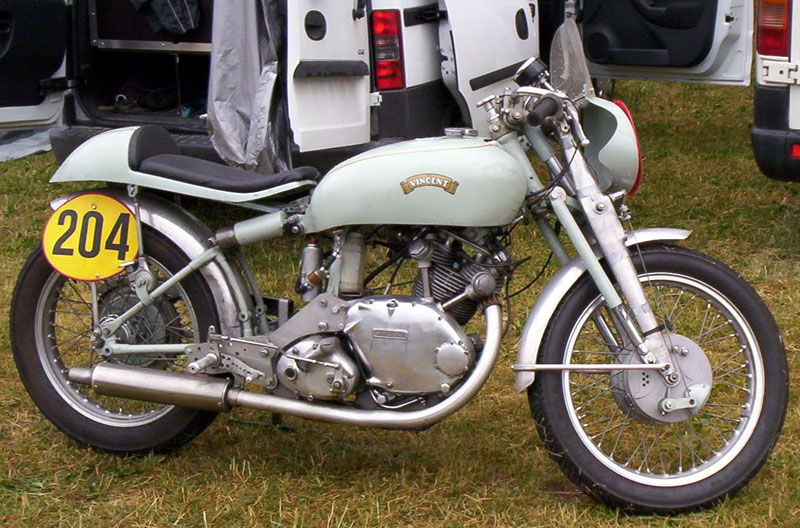
Eine Vincent 500cc von 1951
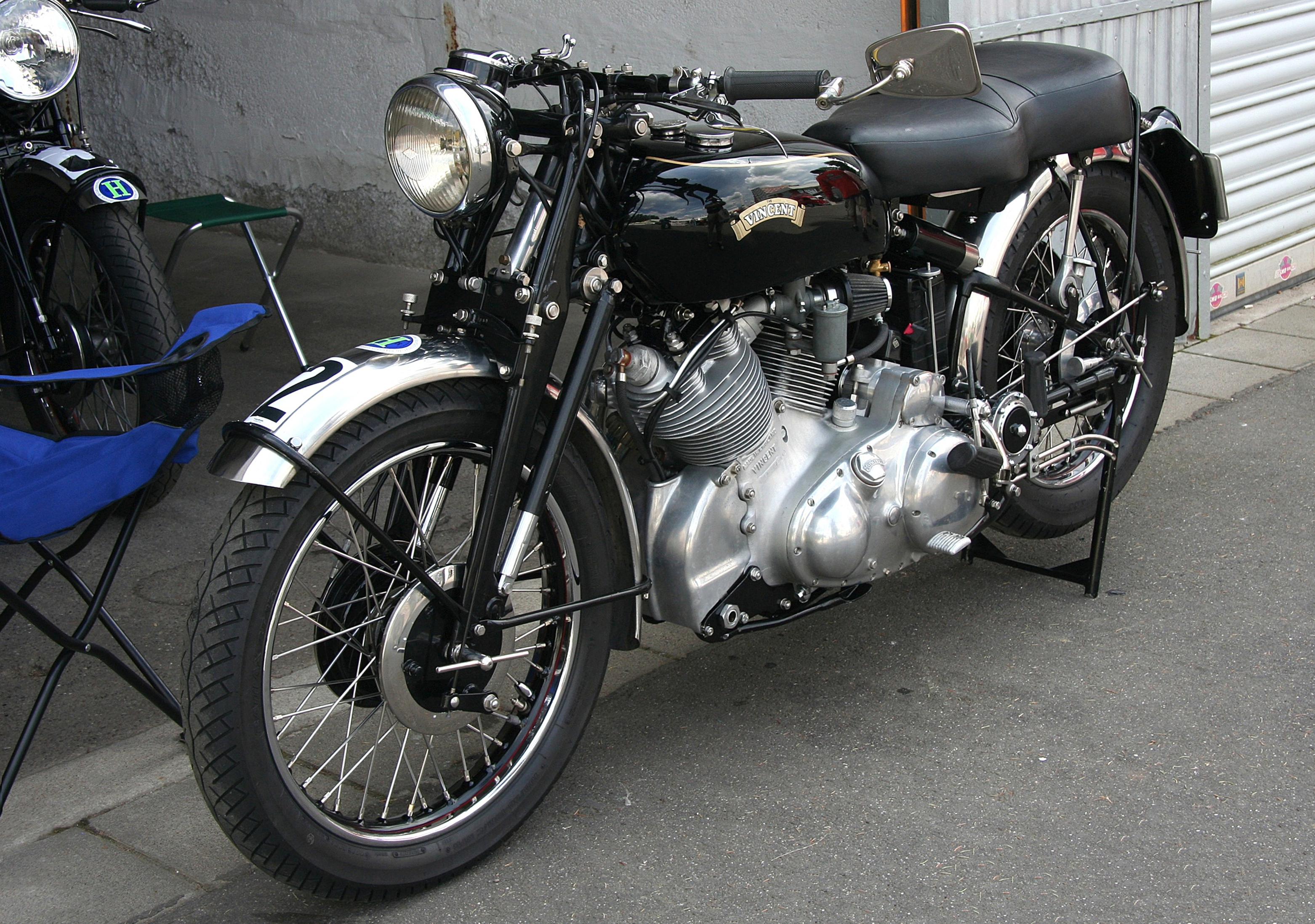
Eine Vincent C Rapide von 1952
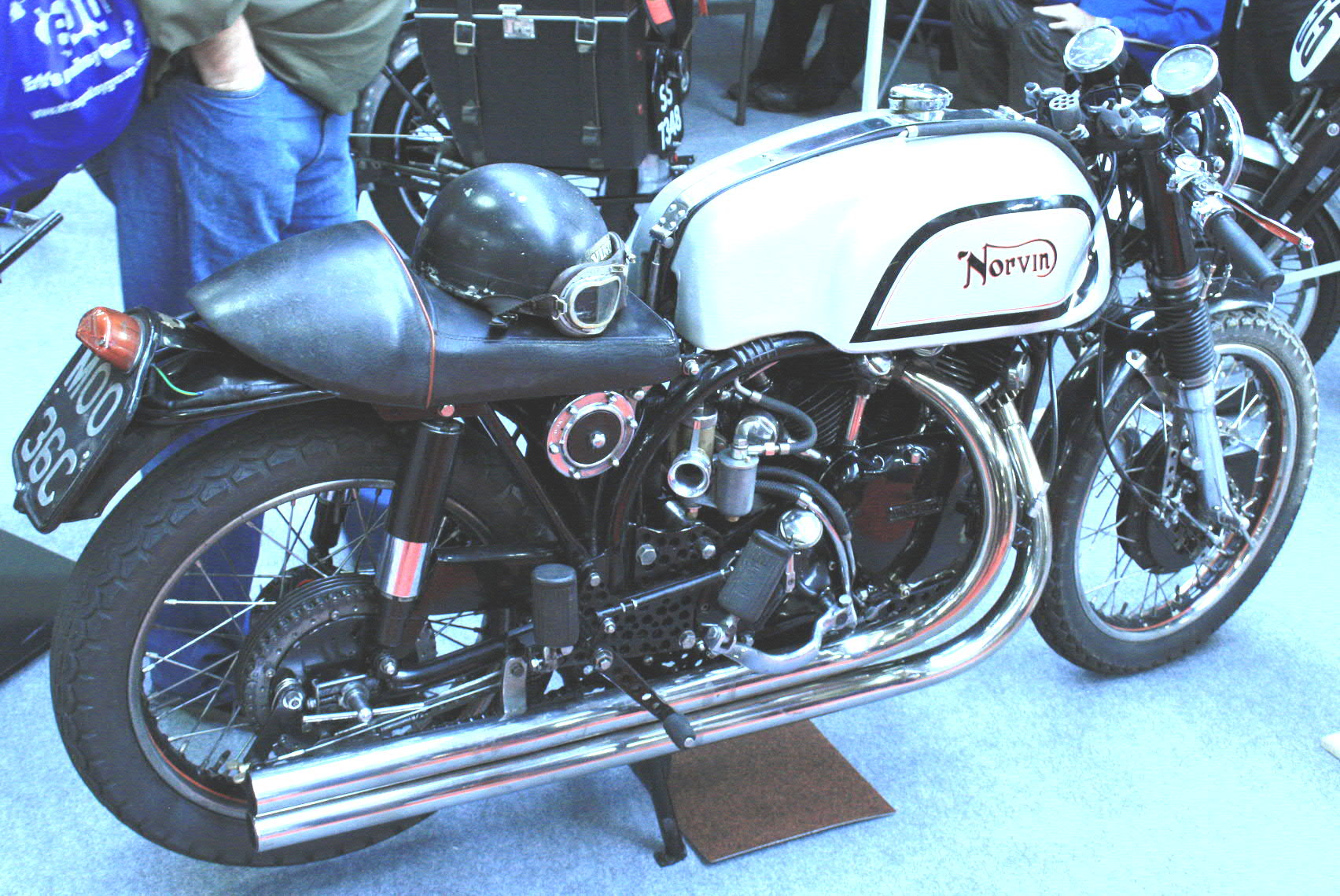
Seltene „Norvin“ * mit 1000-cm³-Motor von 1965

* Anmerkung: Mit Norvin wird ein Motorrad, bestehend aus Norton-Federbettrahmen und Vincent-Motor, bezeichnet.

## Weitere Geschichte

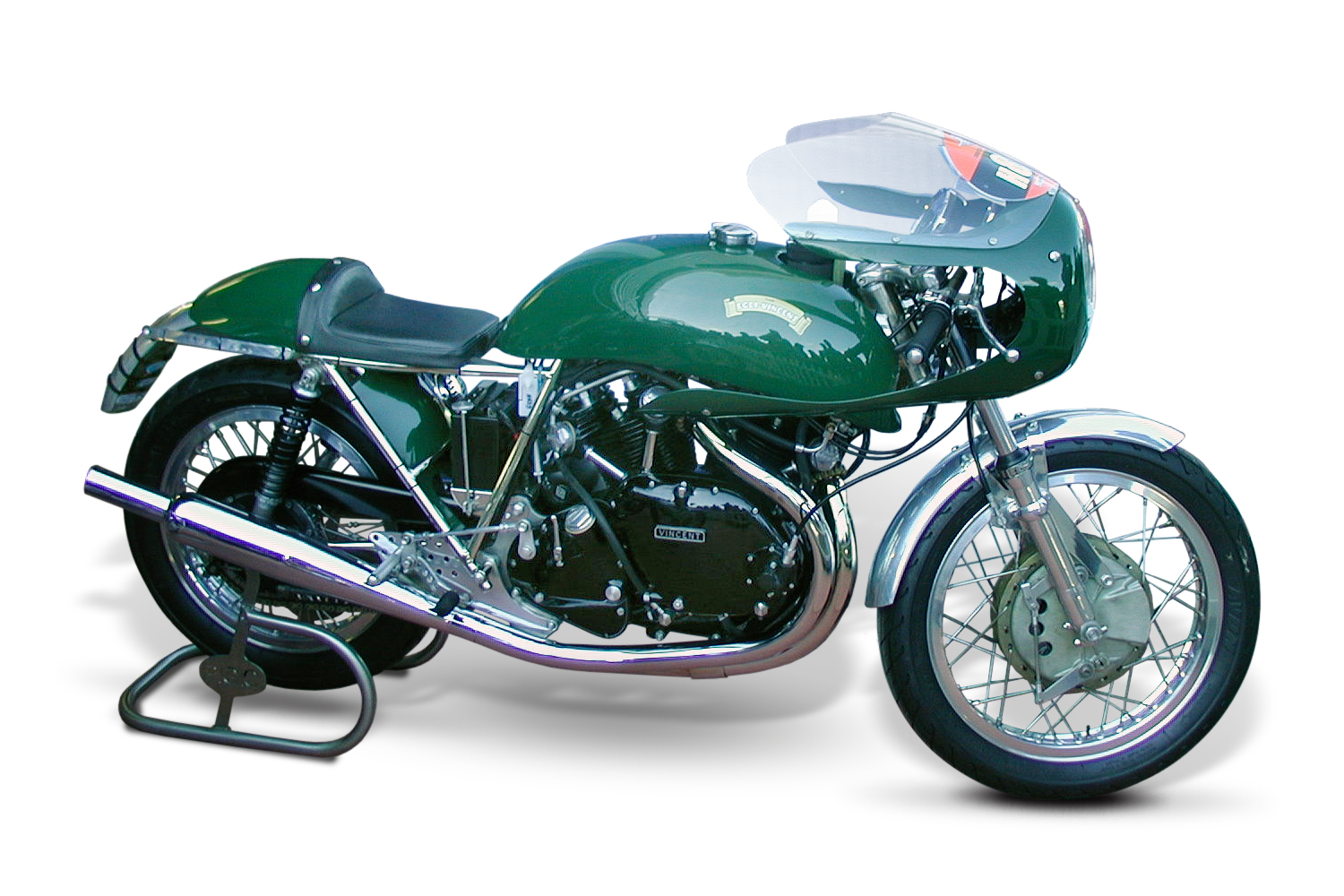
Eine frühe Egli-Vincent (1969)

Planskizze mit den Grundelementen des EGLI-Zentralrohrrahmen

1967 gründete der Schweizer Motorradrennfahrer Fritz Walter Egli eine Motorradwerkstatt, in der er eine Vincent Black Shadow überarbeitete und mit einem Zentralrohrrahmen versah. Mit dieser Maschine gewann Egli zahlreiche Bergrennen und wurde 1968 Schweizer Meister. Er beendete seine Rennkarriere und spezialisierte sich auf die Entwicklung exklusiver Motorräder mit leistungsstarken Motoren in optimal abgestimmten Fahrwerken. Dafür kaufte er mehrere Vincent-Aggregate, die er nochmals in der Leistung steigerte und sie dann in seinen weiterentwickelten Eigenbau-Rahmen montierte.
Die Egli-Vincent gehören zu den bekanntesten Motorrädern, die Fritz Egli gebaut hat. Zwischen 1967 und 1972 wurden etwa 100 Stück hergestellt. In verschiedenen Medien werden sie oft „als der beste Cafe Racer dieser Ära bezeichnet“. Hochwertige „Replicas“ der Egli-Vincent wurden in Frankreich im Betrieb des 2018 verstorbenen Patrick Godet hergestellt.